# Euhesma wahlenbergiae
Euhesma wahlenbergiae är en biart som först beskrevs av Michener 1965.  Euhesma wahlenbergiae ingår i släktet Euhesma och familjen korttungebin. Inga underarter finns listade i Catalogue of Life.

## Bildgalleri

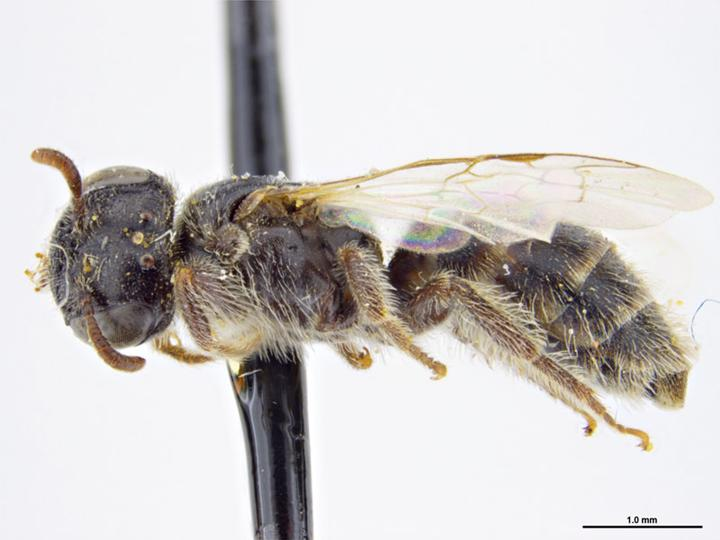